# 조명하
조명하(趙明河, 1905년 5월 11일(음력 4월 8일) ~ 1928년 10월 10일)는 일제강점기의 독립운동가이다.

## 생애
1905년 5월 11일 황해도 송화군에서 조용우의 차남으로 태어나, 풍천마을에서 학문을 수학하고 심신을 단련하며 성장했다.
1926년 신천군청의 신천읍 읍서기(행정공무원)으로 잠시 근무하였으며, 학문을 익히려 일본으로 건너가 학업을 계속 하던 중 독립운동의 큰 뜻을 품고, 대만을 거쳐 상하이에 있던 대한민국 임시정부에 가기로 마음을 먹었다. 황해도 출신의 독립 운동가들인 안중근, 김구, 노백린과, 송학선의 금호문 사건이 그에게 영향을 미쳤다.
1926년 9월 일본의 오사카로 건너가 야간학교를 다니며 고학을 했다. 그해 말에는 나석주의 동양척식주식회사 폭탄 투척 사건도 일어났다. 그는 대한민국 임시정부에 가기로 마음먹고 1927년 11월 중간 기착지로 타이완에 들렀다. 대만 타이중의 상점에서 일하다가 히로히토 천황의 장인인 일본 육군 대장 구니노미야 구니요시(久邇宮邦彦王)가 검열사로 대만에 온다는 것을 알고, 그를 척살하기로 결심했다.
1928년 5월 14일 조명하는 대만을 방문 중이던 구니노미야 구니요시에게 독을 묻힌 단검을 집어던져 구니노미야의 목을 스쳤고 운전사의 등에 맞았다. 조명하는 그 자리에서 체포되어 7월 18일 사형 선고를 받은 뒤 24세의 나이로 10월 10일 타이베이 형무소에서 사형(총살형)이 집행되면서 순국하였다.
사형이 집행되기 전에 조명하는 "나는 그저 내 조국의 독립을 보지 못하고 죽는 것이 한스러울 뿐이다. 차라리 내 남은 독립운동을 저 세상에 가서라도 계속하리라."라는 유언을 남겼다.
그의 거사를 안내하는 표지판이 타이중시청 앞 사거리에 설치되었으며, 그의 동상도 타이중에 설치되었다.

## 학력
- 황해도 송화 풍천보통학교 중퇴
- 일본 오사카 상공업중학교(현재의 오사카 공립 돈다바야시 중고등학교) 상업학부 중퇴

## 사후
1963년 3월 1일, 대한민국 건국 공로훈장 독립장을 수여 받았다. 1978년 대만 타이베이 시 한인학교(대만한교)에 동상을 건립하였고, 1988년 5월 14일 의거 60주년 기념으로 서울대공원에 동상을 건립되었다.

## 조명하 연기한 배우

### 드라마
- 1989년 5월 13일 (토) 조명하 (KBS) - 김영철
- 5월 14일 (일) 재방송
- 1991년 8월 15일 앙코르 방송
- 이 드라마에서 훗날 태조왕건에서 함께 출연하는 최수종 서영진 신구 장항선 김복만 곽경환과 함께 김영철이 주연으로 출연

## 같이 보기
- 대만한교 - 학교 옆에 그의 동상이 위치하고 있음

## 참고자료
- 대한민국 국가보훈처, 이 달의 독립 운동가 상세자료 - 조명하, 1993년